# Bitwa pod Pokrytkami
Bitwa pod Pokrytkami – potyczka stoczona 20 sierpnia 1944 roku pod Pokrytkami przez Brygadę „Synowie Ziemi Mazowieckiej” Armii Ludowej przeciw oddziałom armii niemieckiej wspieranej przez własowców i żandarmerię.

## Przebieg bitwy
Do walk doszło 20 sierpnia 1944 pod Pokrytkami na skutek okrążenia oddziałów partyzanckich wchodzących w skład Brygady Armii Ludowej "Synowie Ziemi Mazowieckiej" (liczącej około 300 partyzantów) przez wojska niemieckie. Oddziałami AL dowodził mjr Władysław Marchoł ps."Mazur". Dwa bataliony partyzanckie starły się z dwoma batalionami Waffen SS wspieranymi przez własowców i żandarmerię, mającymi do dyspozycji artylerię lekką, broń pancerną i lotnictwo. Po całodniowych ciężkich walkach oddziały partyzanckie wydostały się z okrążenia. Wehrmacht stracił sześciu żołnierzy. Dwudziestu natomiast zostało rannych. Po stronie partyzanckiej poległo siedmiu zabitych i pięciu rannych. Wśród zabitych byli: kpt. Czesław Wiśniewski ps. „Wicher”, por. Józef Gumiński ps. „Dąb” i ppor. Eugeniusz Kopka ps. „Jaszczur”. W wyniku walk spłonęło także wiele zabudowań wiejskich.
W okresie Polski Ludowej walki AL upamiętniono pomnikiem zbudowanym w Pokrytkach.